# Charmaine Howell
Pour les articles homonymes, voir Howell.
Charmaine Howell, née le 13 mars 1975 à Kingston, est une ancienne athlète jamaïquaine, qui courait sur 800 m.
Elle a participé aux Jeux olympiques d'Athènes, étant éliminée en demi-finale. Elle a aussi participé en série aux relais 4 × 400 m si bien qu'elle a reçu également la médaille d'argent à la suite de la deuxième place de Lorraine Graham, Deon Hemmings, Sandie Richards et Catherine Scott-Pomales en finale.
Sa meilleure performance sur 800 m est de 1 min 59 s 61 réalisé en 2001 à Portland.

## Palmarès

### Jeux olympiques d'été
- Jeux olympiques d'été de 2000 à Sydney ( Australie)
  - éliminée en demi-finale sur 800 m
  -  Médaille d'argent en relais 4 × 400 m (participation au relais pendant les séries)

### Championnats du monde d'athlétisme
- Championnats du monde d'athlétisme de 1999 à Séville ( Espagne)
  - éliminée en série sur 800 m

### Championnats du monde d'athlétisme en salle
- Championnats du monde d'athlétisme en salle de 2001 à Lisbonne ( Portugal)
  - éliminée en demi-finale sur 800 m
  -  Médaille d'argent en relais 4 × 400 m

## Sources
- (en) Cet article est partiellement ou en totalité issu de l’article de Wikipédia en anglais intitulé « Charmaine Howell » (voir la liste des auteurs).